# Alvar Karlsson

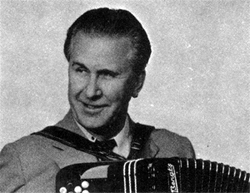
Dragspelaren "Jack Gill" cirka 1965.

Alvar Karlsson född Karl Alvar Karlsson 14 juni 1908 i Idenor församling, Hälsingland, död 22 maj 1971 i S:t Görans församling i Stockholm, var en svensk kompositör och musiker, främst på dragspel, känd under artistnamnet Jack Gill.

## Biografi
Alvar Karlsson började spela dragspel som 14-åring, och reste som 19-åring till USA.
Under vistelsen i USA 1926–1935, där han spelade på biografer och vaudevillteatrar, tog han artistnamnet Jack Gill. 
Han spelade i början med en turnerande teatergrupp, som leddes av hans morbror "Olle i Skratthult". Hade sedan egna orkestrar, och spelade också på Hollywood Bowl i samband med olympiska spelen i Los Angeles 1932. Han återkom till Sverige 1934, turnerade med Olle Johnny och Ivan Thelmé, och hade även egen orkester.
Han var på sin tid mycket känd och en av Sveriges mest turnerande dragspelare och medverkade ofta i radio med sitt eget kapell. Han komponerade över 200 melodier för dragspel, huvudsakligen gammaldans. Mest kända melodi är Marknadsvalsen som han spelade in på skiva med både Gösta Westerlund och Ivan Thelmé. Andra kända melodier är Fiskar-Pelles vals, Bälgatoner och Valsa me' mej.
Karlsson omnämns (som Jack Gill) i Povel Ramels "Birth of the gammeldans" från revyn På avigan (1966).

## Filmografi

### Musik
- 1956 – Johan på Snippen
- 1961 – Två levande och en död
- 1966 – Här har du ditt liv

### Roller
- 1939 – Herr Husassistenten
- 1943 – I mörkaste Småland
- 1947 – Två kvinnor
- 1952 – Kalle Karlsson från Jularbo